# Liste der Kreisstraßen in Salzgitter

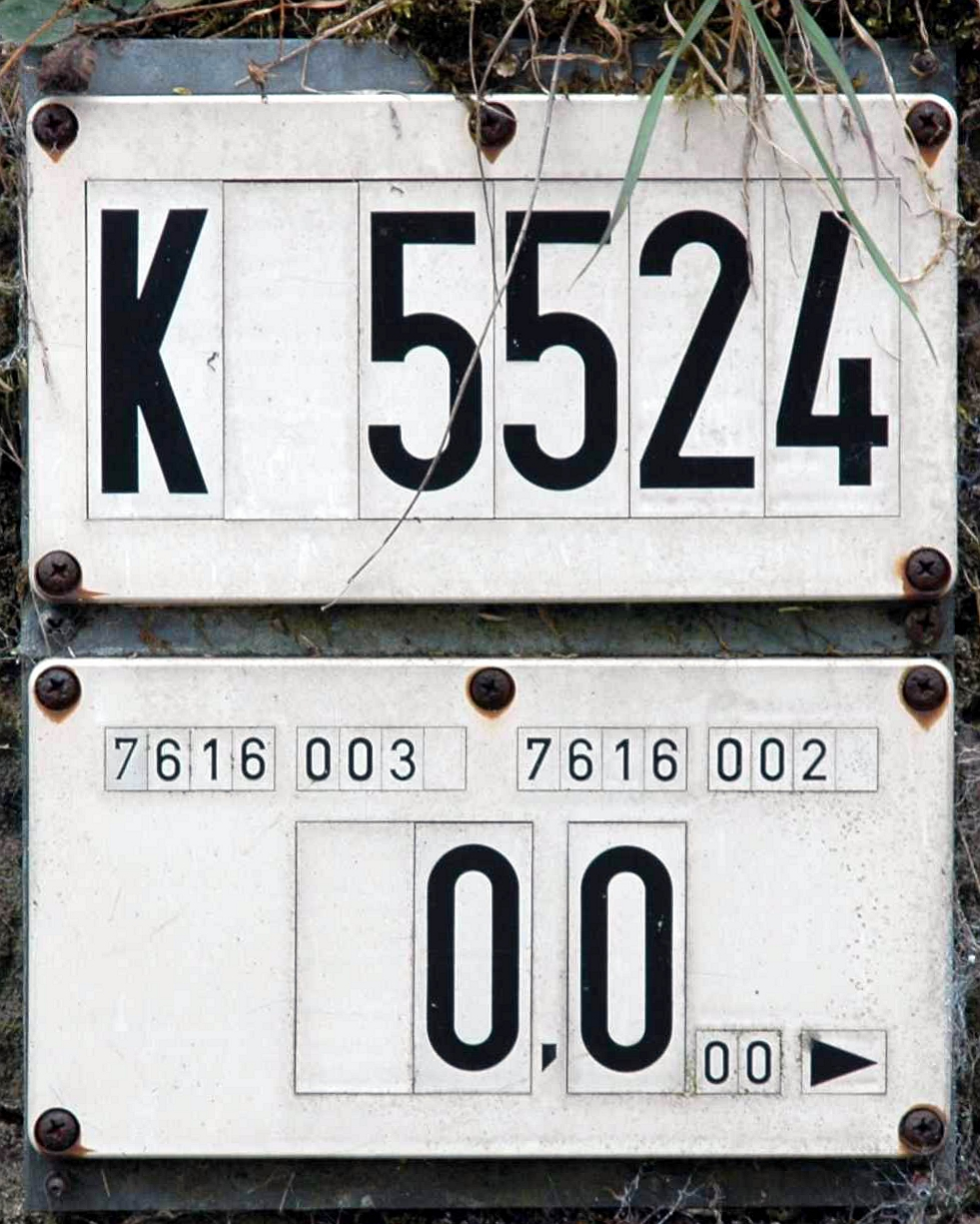
Stationszeichen

Die Liste der Kreisstraßen in Salzgitter führt alle Kreisstraßen in der niedersächsischen kreisfreien Stadt Salzgitter auf.

## Abkürzungen
- K: Kreisstraße
- L: Landesstraße
- B: Bundesstraße
- A: Bundesautobahn

## Liste
Straßen und Straßenabschnitte, die unabhängig vom Grund (Herabstufung zu einer Gemeindestraße oder Höherstufung) keine Kreisstraßen mehr sind, werden kursiv dargestellt. Der Straßenverlauf wird in der Regel von Nord nach Süd und von West nach Ost angegeben.
| Nr.  | Verlauf |
| ---- | --- |
| K 1  | (K 49 im Landkreis Peine) – Stadtgrenze – Reppnerstraße – K 4 – Lesser Straße – K 7 – Lesser Straße – K 8 – Humboldtallee – K 9 – Erich-Ollenhauer-Straße – K 30 – J.-F.-Kennedy-Straße – – J.-F.-Kennedy-Straße – K 40 – Burgbergstraße – K 2 – Burgbergstraße – (K 54 im Landkreis Wolfenbüttel) |
| K 2  | L 474 – Osterlinder Straße – Zu den Specken – K 1 |
| K 3  | (K 57 im Landkreis Wolfenbüttel) – Stadtgrenze – Hauptstraße – L 619 |
| K 4  | (K 58 im Landkreis Wolfenbüttel) – Stadtgrenze – Bereler Straße – K 5 – Bereler Straße – L 619 – Nienstedter Straße – K 6 – Nienstedter Straße – K 1 |
| K 5  | (K 219 im Landkreis Hildesheim) – Stadtgrenze – Lesser Straße – K 4 |
| K 6  | K 4 – Flothestraße – K 30 |
| K 7  | L 475 – Külzenberg – K 1 |
| K 8  | K 1 – Westfalenstraße – K 13 – Kattowitzer Straße – L 472 |
| K 9  | K 1 – Humboldtallee (– Abzweig zur K 30) – Söhlekamp – K 40 |
| K 10 | (K 74 im Landkreis Peine) – Stadtgrenze – Peiner Straße – K 39 – Peiner Straße – K 13 – Peiner Straße – K 30 – Peiner Straße – L 636 |
| K 11 | L 472 – Wildkamp – Kranichdamm – K 39 |
| K 12 | L 615 – Hauptstraße – Üfinger Straße – K 39 – Bleckenstedter Straße – K 36 – Bleckenstedter Straße – Hilmsegraben – K 14 – Streitholzweg – Westerholzweg – K 13 – Kanalstraße – K 30 – Am Hillenholz – K 30 – K 40 – Nord-Süd-Straße – L 636 – Nord-Süd-Straße – L 670 |
| K 13 | K 8 – Neißestraße – L 472 – Neißestraße – K 10 – Kanalstraße – K 12 |
| K 14 | K 39 – Auf der Graube – Schleppweg – Hilmsegraben – K 12 |
| K 15 | (K 57 im Landkreis Peine) – Stadtgrenze – Brinkstraße – L 615 |
| K 16 | L 615 – Walzwerkstraße – K 39 – Walzwerkstraße – L 618 – L 614 – Eisenhüttenstraße – K 30 |
| K 17 | (K 63 in Braunschweig) – Stadtgrenze – Geitelder Weg – L 615 |
| K 18 | L 615 – Danziger Straße – Stadtgrenze – (K 53 in Braunschweig) |
| K 19 | K 38 – Immendorfer Straße – – … – – Fümmelser Straße – Stadtgrenze – (K 69 im Landkreis Wolfenbüttel) |
| K 20 | K 30 – Heerter Straße – L 636 – Gießereistraße – L 636 – Gießereistraße – L 670 |
| K 21 | L 670 – Lobmachtersenstraße – K 23 – Lobmachtersenstraße – – Landwehrstraße – Crammer Straße – Stadtgrenze – (K 49 im Landkreis Wolfenbüttel) |
| K 22 | L 670 – Alte Heerstraße – Stadtgrenze – (K 81 im Landkreis Wolfenbüttel) |
| K 23 | L 472 – Landstraße – K 24 – Untere Dorfstraße – Kanzleistraße – K 21 |
| K 24 | K 23 – Landstraße – Alte Frankfurter Straße – |
| K 25 | – Ohedamm – Kronenbusch – K 26 – Alte Landstraße – K 26 – Alte Landstraße – Stadtgrenze – (K 82 im Landkreis Wolfenbüttel) |
| K 26 | – Flachstöckheimer Straße – Ritter-Schwicheidt-Allee – K 25 – Alte Landstraße – K 25 – Am Platz – Neue Straße – L 512 |
| K 27 | – Ohlendorfer Weg – Beinumer Weg – L 512 |
| K 28 | L 512 – Gielder Straße – K 31 – Gielder Straße – Stadtgrenze – (K 85 im Landkreis Wolfenbüttel) |
| K 29 | L 512 – Pfarrweg – Stadtgrenze – (K 12 im Landkreis Goslar) |
| K 30 | K 40 – Theodor-Heuss-Straße – – Theodor-Heuss-Straße – K 6 – Theodor-Heuss-Straße – K 1 – Theodor-Heuss-Straße – K 9 – Theodor-Heuss-Straße – Bruchmachtersenstraße – L 472 – Willy-Brandt-Straße – L 472 – Konrad-Adenauer-Straße – K 10 – Industriestraße Mitte – – Industriestraße Mitte – K 12 – Industriestraße Mitte – K 20 – Industriestraße Mitte – K 16 – Heinrich-Büssing-Straße – K 38 – Heinrich-Büssing-Straße – /L 495 |
| K 31 | K 28 – Westendorf – Stadtgrenze – (K 83 im Landkreis Wolfenbüttel) |
| K 32 | (Abzweig der K 4 im Landkreis Goslar) – Stadtgrenze – Triangel – L 498 – Am Ritterhof – Alte Salzstraße – / – Hinter dem Salze – Windmühlenbergstraße – L 510 |
| K 33 | (K 47 im Landkreis Wolfenbüttel) – Stadtgrenze – Zur Finkenkuhle – |
| K 34 | L 498 – Wallmodener Straße – Stadtgrenze – (K 4 im Landkreis Goslar) – Stadtgrenze – Kreisstraße – – Stadtgrenze – (K 4 im Landkreis Goslar) |
| K 35 | (K 57 im Landkreis Wolfenbüttel) – Stadtgrenze – Havelahstraße (– Abzweig zur L 498) – Bahnhofstraße – Poststraße – L 498 |
| K 36 | (K 50 im Landkreis Peine) – Stadtgrenze – Broistedter Straße – K 12 |
| K 37 | (K 75 im Landkreis Wolfenbüttel) – Stadtgrenze – Verlängerung der Goslarschen Straße – Goslarsche Straße – L 498 |
| K 38 | K 30 – Immendorfer Straße – K 19 – An der Landwehr – Am Berghof – Drütter Straße – |
| K 39 | L 472 – Albert-Schweitzer-Straße – Ludwig-Erhard-Straße – K 11 – Ludwig-Erhard-Straße – K 10 – Ludwig-Erhard-Straße – K 14 – Ludwig-Erhard-Straße – – Industriestraße Nord – K 12 – Industriestraße Nord – K 16 – Industriestraße Nord – L 618 |
| K 40 | L 474 – An der Heerstraße – K 30 – An der Heerstraße – K 1 – An der Heerstraße – Sukopsmühle – K 9 – Mindener Straße – L 472 – Museumstraße – L 472 – L 636 – Vor dem Dorfe – L 636 – K 10 – Watenstedter Weg – Am Hillenholz – K 12 |